# 3013 Доброволєва
3013 Доброволєва  (3013 Dobrovoleva) — астероїд головного поясу, відкритий 23 вересня 1979 року.
Тіссеранів параметр щодо Юпітера — 3,537.